# Pavel Liprandi

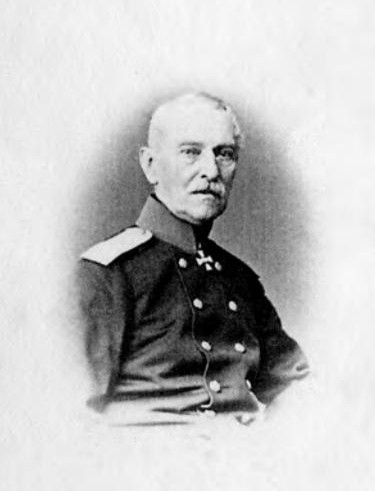
Pavel Liprandi

Pavel Petrovitsj Liprandi, (Russisch: Павел Петрович Липранди) (15 januari 1796 – Sint-Petersburg, 27 augustus 1864) was een Russisch generaal die vocht tegen Napoleon en in de Krimoorlog.

## Kindsoldaat tegen Napoleon
Liprandi was van Italiaanse afkomst, vandaar zijn naam. Bij de Veldtocht van Napoleon naar Rusland in 1812 werd Pavel Liprandi afgewezen om Ochtyrka huzaar te worden, maar dan kon hij als vrijwilliger bij het 6e korps onder Dmitri Dochtoerov, waar zijn broer Ivan Petroviysj Liprandi hoofd kwartiermeester was. Pavel vocht in de Slag bij Tarutino, de Slag bij Malojaroslavets en de Slag bij Krasnoi. In 1813 ging hij bij het regiment musketiers van Pskov, waarmee hij het Grande Armée van Napoleon Bonaparte achternazat in Duitsland en Frankrijk. Hij vocht in de Slag bij Katzbach en de Slag bij Dresden.

## Carrière
In 1814 vocht hij als 18-jarige in Frankrijk tegen Napoleon in de Slag bij Brienne, de Slag bij la Rothière, de Slag bij Laffert-sous-Zhoar, de Slag bij Montmirail, de Slag bij Château-Thierry, de Slag bij Méré, de Slag bij Craonne, de Slag bij Laon, de Slag bij Soissons en uiteindelijk de Slag bij Parijs.
In 1816 werd Liprandi adjudant van generaal Talyzin, hoofd van de 16e Divisie. In 1818 werd hij als kapitein overgeplaatst naar het regiment grenadiers van de Garde. In 1822 ging hij naar de generale staf als adjudant van korpscommandant generaal Sabanejev. Hij leerde daar ook graaf Michail Vorontsov en VP Kiselev kennen.

## Russisch-Turkse Oorlog
Generaal Kiselev zond Liprandi naar het fort van de pasja van Isaccea om de Russische oorlogsverklaring te bezorgen waarmee de Russisch-Turkse Oorlog (1828-1829) begon.  Tegelijk bekeek hij het fort. Hij ging dan naar Galaţi om te zien of er geschikte schepen lagen om troepen over te zetten naar Isaccea. In mei 1828 belegerde Liprandi fort Brailov. Nadat de Russen de Donau overgestoken waren, reed hij naar generaal Roedzevitsj om Isaccea en de wegen naar Brailov, Babadag en Tulcea in te nemen. Op 8 juli vocht hij in de Slag bij Sjoemen.

## Oostenrijk
In 1829 moest luitenant-kolonel Liprandi Oostenrijk bespieden aan de grens met Moldavië. In 1830 leidde hij de quarantaine van Sjatoenovski. Bij de uitbraak van cholera in  Novorossiejsk werd hij opperbevelhebber van het fort van Kinboern en Otsjakiv.

## Polen
Liprandi voerde het bevel over het infanterieregiment van Jeletski dat te Polen de Novemberopstand neersloeg. Onder generaal Theodor von Rüdiger vocht hij tegen Józef Dwernicki. Hij belegerde het fort van Zamość en werd kolonel. Hij bestormde met de 1e Brigade Infanterie de vesting van Warschau. Toen baron Teodor Geismar doodgeschoten was, verving Liprandi hem als bevelhebber van de bestorming en klom als eerste op de wallen.
Hij ontving de Orde van Sint George 3e rang nummer 453 met vermelding 
"Als beloning voor de moed en dapperheid betoond op 25 en 26 augustus 1831 bij de bestorming van de vesting van Warschau."
Daarna ging hij bij de voorhoede van luitenant-generaal Sievers en hij achtervolgde de Poolse opstandelingen naar Lublin en belegerde het fort van Lublin.

## Welzijn van soldaten
Na de oorlog hervormde hij samen met generaals Sabanejev, Kiselev en Michail Vorontsov het leger om de leefomstandigheden van de soldaten te verbeteren. Na twee jaar was het regiment van Jeletski een voorbeeld en op 28 januari werd Liprandi aide-de-camp van de tsaar. Op 26 maart 1839 werd Liprandi generaal-majoor en kreeg hij het bevel over het regiment grenadiers "Koning Frederik Willem III". In 1842 werd hij bevelhebber van het Semenovski Regiment. In 1844 ontving hij de Orde van Sint Stanislaus 1e klasse. 
In 1848 werd Liprandi luitenant-generaal en stafchef van het korps grenadiers en lid van de generale staf.
Bij uitbraak van de Hongaarse Revolutie van 1848 droeg Ivan Paskevitsj Liprandi voor om de 12e Infanteriedivisie aan te voeren.

## Krimoorlog
In de Krimoorlog was Liprandi hoofd van de eenheid van Valajski en moest hij de rechterflank dekken van het zuidelijke leger en Walachije Verdedigen.
De divisie van Liprandi marcheerde van Bessarabië naar de Krim.
Tsaar Nicolaas I van Rusland benoemde Liprandi tot bevelhebber
Liprandi kreeg bij de Slag bij Balaklava een granaatscherf in zijn been, maar vocht voort. Hij ontving daarvoor een gouden sabel met diamanten met inschrift "voor moed". Hij vocht nadien in de slag bij Inkerman. In de Slag bij de Tsjornaja voerde hij het bevel over de linkervleugel.

## Laatste jaren
In 1855 kreeg Liprandi het bevel over het 6e Korps Infanterie. In 1856 verliet hij het leger.
In 1858 erfde hij een landgoed in de provincie Nizhni Novgorod.
In 1859 vroeg tsaar Alexander II van Rusland persoonlijk aan Liprandi om het bevel te nemen over 2e korps infanterie in Polen. Daar kreeg hij onenigheid met onderkoning graaf Karl Lambert en hij werd lid van de militaire raad. In 1862 werd hij inspecteur van de troepen.